# クレムリンの枢機卿
『クレムリンの枢機卿』（クレムリンのすうききょう、原題：The Cardinal of the Kremlin）は、トム・クランシー作、1988年5月20日発売のテクノスリラー小説である。本書は、前作『愛国者のゲーム』に続き、ニューヨーク・タイムズのベストセラーリストで1位になった。
ジャック・ライアンシリーズの作中時系列としては『レッド・オクトーバーを追え』の後を描いており、 CIAアナリストのジャック・ライアンが、 KGBに追われているソビエト政府で最高位の諜報員である「カーディナル」（枢機卿）を救出し、ソビエト諜報機関の長官を亡命させる話である。またこの小説は、その当時実際に米国が開発していたミサイル防衛システムである戦略防衛構想（SDI）と、それに対応するソビエトのシステムも登場する。

## あらすじ
ソビエト国防大臣の専属補佐官であり、戦争の英雄でもあるミハイル・セミョーノヴィッチ・フィリトフ大佐（ミーシャ）は、最高位の諜報員（コードネーム「カーディナル」）として、30年もの間、軍事的、技術的、および政治的情報をCIAに渡してきた。彼の最新の任務は、タジキスタンのドゥシャンベにある秘密防衛施設を拠点とする、コードネーム「輝く星」というソビエトの弾道弾迎撃ミサイル研究プロジェクトに関するものである。
フィリトフ大佐は、施設を評価するためレーザーに熟練したゲンナジー・ボンダレンコ大佐をドゥシャンベに派遣し、CIAの連絡先に送信する情報を偶然入手する。不運にも、フィリトフの機密情報を受け渡すときの些細な不手際がKGBに警告を与え、KGBは関係する運び屋を積極的に追跡する。のちにKGBはフィリトフを疑うようになり、フィリトフを監視下に置く。運び屋の連鎖はモスクワ駐在のCIA支局長エドワード・フォーリにより急ぎ閉鎖され、「輝く星」に関するフィリトフのより重要な機密情報が遅れた。しかし彼は「輝く星」に対応する「ティークリッパー」に侵入しているKGB諜報員の存在を明らかにし、CIAに警告を発する。
その後、CIAはフォーリに「カーディナル」を国外に連れ出すように命じる。しかし同じくCIA諜報員である彼の妻メァリ・パット・フォーリがフィリトフにすれ違いざまに情報の受け渡しを試みたとき、2人はKGBに逮捕されてしまう。その後、フィリトフは投獄され、最終的に自分の罪を自白するまで心理的に拷問される間に、フォーリ夫妻は「ペルソナ・ノン・グラータ」を宣言された。作戦を成功させるため、「カーディナル」の正体を知ったCIAアナリストのジャック・ライアンはフィリトフの帰還を確保すると同時に、フィリトフの逮捕後に書記長の座を争っていたKGBのニコライ・ゲラシモフ議長の亡命を推し進める計画を立てた。ライアンは反米思想を持つゲラシモフの政権昇格を阻止しようとするのであった。
米国の軍備交渉代表団の一員であるライアンは、軍縮交渉のためにモスクワを訪れる。ライアンはそこでゲラシモフに会い、フィリトフを釈放して国を裏切るよう脅す。もし要求が通らなければ、ソビエトの弾道ミサイル潜水艦「レッドオクトーバー」で実際に何が起こったのか暴露すると。暴露されれば、この事件を利用してKGBの軍部支配を強化した、KGB議長の名誉を傷つけることになる。ゲラシモフは、彼が亡命を拒否した場合の対抗手段として、「ティークリッパー」のトップSDI研究者であるアラン・グレゴリー少佐の誘拐を図る。
グレゴリーの誘拐は、ティークリッパー内で二重スパイを扱ってきたKGB諜報員のターニャ・ビシャーリナによって行われた。グレゴリーの婚約者と不運にも恋に落ちたレズビアンの二重スパイであるビアトリス・タウシグ博士は、最終的に罪悪感からFBIにビシャーリナを引き渡し、人質救出チームは後にニューメキシコの粗末な砂漠の隠れ家でソビエトの捕虜となっていたグレゴリーを救う。ライアンは後にゲラシモフに知らせ、ゲラシモフはついにライアンの要求に屈した。KGB議長の妻と娘は、後にCIAの工作員ジョン・クラークによってエストニアから潜水艦USSダラスに連れ出された。一方、ドゥシャンベにある秘密の弾道弾迎撃ミサイル施設は、地対空ミサイルを使いソビエトの地上支援機を撃墜する名手であることから「射手」（いて）と呼ばれるリーダーが率いる、アフガニスタンのムジャヒディンの攻撃にさらされていることがわかった。2回目の評価のためにそこにいたボンダレンコ大佐は、なんとか攻撃者を撃退し、「輝く星」の科学技術者を保護、最終的に「射手」を殺した。
軍縮交渉の最終日、ゲラシモフはフィリトフを解放し、2人がシェレメチエヴォ国際空港に向かい、米国に帰国するライアンと米国の代表団に合流できるようにする。ゲラシモフとフィリトフは米国代表団の飛行機に乗り込むことに成功したが、ライアンは、軍縮交渉における自分の相手であり、彼らの出国計画に気づいたKGB将校セルゲイ・ゴロフコに捕らえられてしまう。その後、ライアンはナルモノフ書記長の私的なダーチャに導かれ、そこで彼らはナルモノフの政治的立場に対するCIAの関心とソビエト連邦の国内治安への干渉について話し合う。一方、MiG-25とMiG-21の編隊は米国代表団の飛行機を引き返させようと試みたが、代表団の飛行機はそれをうまく回避した。
フィリトフは、それまでの活動に関してCIAへ広範囲の報告をしたが、後に心臓病のために亡くなった。彼はアンティータムの戦いの戦場から30kmにある、キャンプ・デービッドに埋葬された。フィリトフの葬儀には、他の出席者と共にライアンとフォーリ、そしてソビエト軍の駐在武官であるダルマートフ少将も出席した。なぜフィリトフが米兵のそばに埋葬されるのか疑問に思うダルマートフに対し、常に平和を維持するために働いているライアンは、「かたちこそ違え、われわれはみんな自分の信じることのために戦っています。それが共通の地盤にならないでしょうか?」と聞くのであった。

## 登場人物
- ジャック・ライアン： CIA情報担当副長官の特別補佐官および米国軍縮交渉代表団の主要なCIA代表。
- ミハイル・セミョーノヴィッチ・フィリトフ：ソビエト陸軍大佐。ソビエト国防大臣の専属補佐官であり、3度のソビエト連邦英雄記章を得た、第二次世界大戦中のソビエト軍の元戦車将校。その後1960年代初頭に、彼は「カーディナル」の名でオレグ・ペンコフスキーによりCIAに採用され、30年間クレムリンで最高位の諜報員となった。彼は妻と2人の息子の死後ソビエト政府から疎外されるようになり、軍隊で受けた大きな痛手のために現在のソビエト指導部に関心がない。
- ニコライ・ゲラシモフ：国家保安委員会（KGB）の議長
- クレメンテ・ウラシーミロヴィッチ・ヴァトーゥーチン：フィリトフの調査とその後の尋問を担当するKGB大佐。
- アンドレイ・イリイッチ・ナルモノフ：ソビエト連邦共産党書記長
- セルゲイ・ゴロフコ：KGB諜報員であり、軍縮交渉におけるライアンの相手。のちにゴロフコはライアンに父の名をとった「イワン・エメトビッチ」と名付ける。これは「エメットの息子、ジョン」と訳される。
- ゲンナジー・イオーシフォヴィッチ・ボンダレンコ：ソビエト陸軍通信部隊の大佐。フィリトフが施設を評価するために「輝く星」に彼を派遣する際にその技術的専門知識を活用する。
- アラン・グレゴリー：陸軍少佐。「ティークリッパー」を拠点とする米国最高の戦略防衛構想科学者。
- 射手（いて）：ソビエトの空爆で家族を失った後、ゲリラのリーダーになるアフガニスタン系の元数学教師。彼の名前は、ソビエトSA-7とアメリカのスティンガー地対空ミサイルの名手であることから名付けられた。
- キャンディス・ロング博士（キャンディ）：補償光学の専門家、グレゴリー少佐の婚約者。
- ビアトリス・タウシグ博士（ビー）：ティークリッパーの光物理学者であり、KGB諜報員のターニャ・ビシャーリナが管理するKGB諜報員（コードネーム「リヴィア」）。不幸にも同僚のロング博士と恋に落ちたレズビアン。
- ターニャ・ビシャーリナ：タウシグを支配し、最終的にグレゴリーを誘拐する女性KGB工作員（秘匿名「アン」）。その後、 FBI人質救出チームがグレゴリーを救出したときに狙撃銃で殺された。
- エドワード（エド）・フォーリ：CIAのモスクワ支局長であり、大使館の報道官を装っている。フィリトフの作戦要員であり、逮捕後にソビエト連邦から追放された。
- メアリー・パット・フォーリ：CIA工作員であり、エドワード・フォーリの妻。フィリトフの作戦要員であり、フォーリが「外交官の地位に相応しからぬ行為」で逮捕されたあと彼女も国外に出た。
- バートロメオ・マンキューソ：ロサンゼルス級原子力潜水艦 USSダラス艦長
- マルコ・ラミウス：ソビエト弾道ミサイル潜水艦 レッド・オクトーバーの元艦長。レッド・オクトーバーは、小説の中では装備が剥ぎ取られ、後に自沈したように見える。現在、潜水艦の知識と指導力を活かし、マーク・ラムジーとして米国海軍とCIAに勤務している。
- ジョン・クラーク：ソビエト連邦からゲラシモフの妻と娘を連れ出すCIA工作員
- アーサー・ムーア：CIA長官
- ジェームズ・グリーア：CIA情報担当副長官
- ロバート（ボブ）・リッター：CIA作戦担当副長官

## テーマ
「クレムリンの枢機卿」は「教皇暗殺」（2002）までの、クランシーの伝統的なスパイ小説の主要な例と考えられている。それには「スパイ活動に必要なノウハウの細部までこだわり、この危険な職業に就いている人たちを探求する、ほぼフェティシスト的な注意が払われている」が挙げられる。さらに、本書が執筆されたのは、ソビエト連邦の共産主義が衰退し始めた、世界史の重要な時期と歴史家たちが考えている、ソビエト首相ミハイル・ゴルバチョフの統治時代である。クランシーは、ゴルバチョフのようなソビエト政府の改革者によって、米国との関係の転換を確立しやすくなるという彼の見解に賛同しており、それは3年後のソビエト連邦崩壊によって可能になった。
本書はまた、ソビエトがアフガニスタンを占領し、また弾道戦略核兵器による攻撃から米国を防衛することを目的とするミサイル防衛システム「戦略防衛構想」が提案された時期に書かれたものである。それらは両方とも小説で取り上げられた。また、フィリトフとラミウスの祖国への反逆の動機の類似性など、以前の小説「レッド・オクトーバーを追え」（1984年）で描かれた要素も引き継がれている。

## 評価
本書は1,277,000部の上製本を売り上げ、その年のベストセラー小説となり好評を博した。米国の書評誌であるカーカス・レビューは、この本を「以前のクランシーの作品よりもテクノブラザーに頼らず、サブプロットで溢れ、それらのほとんどが面白い。たっぷりのアクション、お涙頂戴もなし」と称賛した。ニューヨーク・タイムズに掲載されたロバート・レカチマンの書評では、彼は「ジャック・ライアンシリーズの中で間違いなく最高」と称賛し、次のように付け加えている。「彼の散文は職人のようなものに勝るものではないが（結局のところ、このジャンルは多くの新進気鋭のフローベールたちを惹きつけるものではない）、題名の諜報員「枢機卿」の正体を暴くというのは、私が今まで出会ったことのないスパイの技術を駆使した洗練された仕事だろう」。ボブ・ウッドワードはワシントン・ポストのレビューで、この本について「クランシーの『レッド・オクトーバーを追え』に匹敵し、『レッド・ストーム作戦発動』を凌駕し、『愛国者のゲーム』より遥かに勝る」「素晴らしいスパイ小説」とした。

## 翻案

### ビデオゲーム
「The Cardinal of the Kremlin」は、この小説を原作としてAmiga用に開発された、1991年のグローバル管理シミュレーションゲームのタイトルでもある。

### 映画
『今そこにある危機』（1994年）の公開の後、本書を基にした映画が計画されたが、映画化が難しすぎると判断される前に、プロデューサーのメイス・ニューフェルドが『恐怖の総和』の権利を購入する結果となった。ハリソン・フォードは、ジャック・ライアンの役を再演するように設定され、ウィリアム・シャトナーと共演する計画もあった。